# Euchromius pygmaea
Euchromius pygmaea là một loài bướm đêm trong họ Crambidae.